# Maciste contro i mongoli
Maciste contro i mongoli è un film peplum del 1964 diretto da Domenico Paolella.

## Trama
Gli eredi di Gengis Khan conquistano la città di Tudela e fanno prigioniera Bianca, la figlia del re. Maciste promette al padre di liberarla e dopo alcune avventure ci riesce.